# Anne Tatret
Anne Gnahouret Tatret Kouamé é uma política, diplomata e ex-Ministra da Solidariedade, Reconstrução e Coesão Social da Costa do Marfim, durante a crise pós-eleitoral da Costa do Marfim entre 2010 e 2011. Ela foi eleita presidente da Organização das Mulheres da Frente Popular da Costa do Marfim (OFFPI) em 2019.

## Educação e carreira
Tatret formou-se em Direito em 1978 e foi nomeada Chefe do Departamento Jurídico do Porto Autónomo de San Pedro (PASP) até 2000. Ela ingressou na política em 1995, quando secretamente fez campanha para o FPI e tornou-se afilhada política de Emile Boga Doudou. Depois de o seu partido assumir o poder em 2000, ela foi nomeada Directora de Assuntos Políticos do Ministério do Interior e Segurança, ao Ministro de Estado Emile Boga Doudou, a sua madrinha política. Em 2002, ingressou no corpo diplomático da Costa do Marfim com a sua nomeação como Embaixadora da Costa do Marfim em Angola, México, Cuba e Estados Unidos. Após a disputada eleição da Costa do Marfim de 2010-2011, na qual o presidente Laurent Gbagbo falsamente alegou vitória, ele nomeou Tatret Ministra da Solidariedade, Reconstrução e Coesão Social em 5 de dezembro de 2010 até 11 de abril de 2011, quando Gbagbo foi removido à força do poder. Tatret, juntamente com os seus colegas do governo Gbagbo, foram sancionados pela União Europeia e proibidos de entrar em países europeus. Ela foi eleita presidente da Organização das Mulheres da Frente Popular da Costa do Marfim (OFFPI) com 96,51% dos votos expressos como única candidata na eleição.